# Изоамплитуда
Изоамплитуда (грч. isos - једнак и лат. amplitudo - величина) је линија која на географској карти спаја тачке са истим изменама неког од метеоролошких елемената. Приказује промене и варијације у температурама, ваздушном притиску, брзина и правац ветра и др.